# Heidi Marek
Heidi Marek (* 10. Juni 1951 in Bielefeld) ist eine deutsche Romanistin.

## Leben
Nach der Promotion 1990 in Marburg war sie dort seit 1993 Akademische Rätin. Nach der Habilitation 1997 an der Universität Marburg ist sie dort seit 1999 Akademische Oberrätin und seit 2002 außerplanmäßige Professorin.
Ihre Forschungsschwerpunkte sind Renaissancekultur, Rezeption antiker Mythologie in der europäischen Literatur, Kunst und Musik, italienische und französische Lyrik und europäischer moderner und postmoderner Roman.

## Schriften (Auswahl)
- Elio Vittorini und die moderne europäische Erzählkunst (1926–1939). (Con un riassunto italiano). Heidelberg 1990, ISBN 3-533-04329-0.
- Vom leidenden Ixion zum getrösteten Narziß. Der antike Mythos im Werk von Pontus de Tyard. Frankfurt am Main 1999, ISBN 3-465-02780-9.